# Pandémie de Covid-19 aux Fidji
La pandémie de Covid-19 atteint les Fidji en mars 2020, malgré les précautions prises par anticipation dans le pays. En date du 2 juillet 2021, l'archipel a recensé 5 639 personnes contaminées, dont des porteurs sains et des probables cas historiques venus de l'étranger et non-infectieux. 1 101 sont guéries, et vingt-sept décédées ; il y a 4 496 cas actifs.
Aucun nouveau cas n’est détecté à partir du 21 avril 2020, jusqu'au 5 juillet où les nouveaux cas sont tous issus de vols rapatriant des citoyens fidjiens depuis l'étranger. L'un de ces citoyens rapatriés meurt le 31 juillet, et un autre le 24 août. Deux hommes âgés de plus de 60 ans, ils sont les seuls morts du Covid-19 dans le pays en 2020. Les patients rapatriés étant en confinement, le virus ne circule pas aux Fidji entre avril 2020 et avril 2021. En avril 2021, le variant « indien » B.1.617 du virus échappe d'un centre de quarantaine et une femme se sachant malade n'en informe pas les autorités, se déplaçant librement entre deux villes et contaminant d'autres personnes. Le virus se propage alors de manière importante sur l'île de Viti Levu, et le 5 mai un homme de 53 ans en meurt ; il est la première personne à décéder après avoir contracté la Covid-19 aux Fidji-mêmes.

## Premières mesures
Le 3 février 2020, suivant l'exemple australien, le gouvernement fidjien interdit l'entrée sur le territoire national à toute personne ayant passé du temps en Chine continentale durant les quatorze jours qui précéderaient leur venue. Le 16 février, les autorités étendent cet interdit à toute personne ayant récemment été en Italie, en Iran où dans les villes sud-coréennes de Daegu ou de Cheongdo, devenus de nouveaux foyers du virus. Par ailleurs, tout bateau de croisière a désormais obligation de faire escale à Suva ou à Lautoka, les principales villes fidjiennes, où tous les passagers seront soumis à des vérifications médicales et à la vérification de leurs voyages récents. Le Premier ministre Frank Bainimarama appelle tous les Fidjiens à s'informer auprès du ministère de la Santé et à ne pas se fier aux rumeurs.
Le 16 mars 2020, le gouvernement interdit la venue de tout navire de croisière, et fait annuler tous les événements internationaux prévus dans le pays. Il rappelle, au nom de la santé publique, l'importance de ne pas faire circuler d'infox au sujet du virus. Le Premier ministre appelle aussi ses concitoyens à limiter leurs rassemblements sociaux, sans toutefois les interdire.

## Premiers malades recensés et nouvelles mesures
| Cas de COVID-19 recensés aux Fidji | Cas de COVID-19 recensés aux Fidji | Cas de COVID-19 recensés aux Fidji | Cas de COVID-19 recensés aux Fidji | Cas de COVID-19 recensés aux Fidji |
| ---------------------------------- | ---------------------------------- | ---------------------------------- | ---------------------------------- | ---------------------------------- |
|                                    | décès guérisons cas actifs         |                                    |                                    |                                    |
| Date                               |                                    |                                    | Cas                                |                                    |
| 19 mars 2020                       | 0†                                 |                                    | 1                                  | 1                                  |
| 21 mars 2020                       | 0†                                 |                                    | 2                                  | 2                                  |
| 23 mars 2020                       | 0†                                 |                                    | 3                                  | 3                                  |
| 24 mars 2020                       | 0†                                 |                                    | 4                                  | 4                                  |
| 26 mars 2020                       | 0†                                 |                                    | 5                                  | 5                                  |
| 2 avril 2020                       | 0†                                 |                                    | 7                                  | 7                                  |
| 4 avril 2020                       | 0†                                 |                                    | 12                                 | 12                                 |
| 6 avril 2020                       | 0†                                 |                                    | 14                                 | 14                                 |
| 7 avril 2020                       | 0†                                 |                                    | 15                                 | 15                                 |
| 10 avril 2020                      | 0†                                 |                                    | 16                                 | 16                                 |
| 16 avril 2020                      | 0†                                 |                                    | 17                                 | 17                                 |
| 20 avril 2020                      | 0†                                 |                                    | 18                                 | 18                                 |
| 22 avril 2020                      | 0†                                 |                                    | 18                                 | 18                                 |
| 24 avril 2020                      | 0†                                 |                                    | 18                                 | 18                                 |
| 27 avril 2020                      | 0†                                 |                                    | 18                                 | 18                                 |
| 1er mai 2020                       | 0†                                 |                                    | 18                                 | 18                                 |
| 2 mai 2020                         | 0†                                 |                                    | 18                                 | 18                                 |
| 16 mai 2020                        | 0†                                 |                                    | 18                                 | 18                                 |
| 5 juin 2020                        | 0†                                 |                                    | 18                                 | 18                                 |
| 5 juillet 2020                     | 0†                                 |                                    | 19                                 | 19                                 |
| 7 juillet 2020                     | 0†                                 |                                    | 21                                 | 21                                 |
| 10 juillet 2020                    | 0†                                 |                                    | 26                                 | 26                                 |
| 20 juillet 2020                    | 0†                                 |                                    | 27                                 | 27                                 |
| 31 juillet 2020                    | 1†                                 |                                    | 27                                 | 27                                 |
| 12 août 2020                       | 1†                                 |                                    | 27                                 | 27                                 |
| 13 août 2020                       | 1†                                 |                                    | 28                                 | 28                                 |
| 22 août 2020                       | 1†                                 |                                    | 28                                 | 28                                 |
| 24 août 2020                       | 2†                                 |                                    | 28                                 | 28                                 |
| 1er septembre 2020                 | 2†                                 |                                    | 29                                 | 29                                 |
| 2 septembre 2020                   | 2†                                 |                                    | 29                                 | 29                                 |
| 4 septembre 2020                   | 2†                                 |                                    | 31                                 | 31                                 |
| 8 septembre 2020                   | 2†                                 |                                    | 32                                 | 32                                 |
| 16 septembre 2020                  | 2†                                 |                                    | 32                                 | 32                                 |
| 18 septembre 2020                  | 2†                                 |                                    | 32                                 | 32                                 |
| 22 septembre 2020                  | 2†                                 |                                    | 32                                 | 32                                 |
| 10 octobre 2020                    | 2†                                 |                                    | 32                                 | 32                                 |
| 14 octobre 2020                    | 2†                                 |                                    | 32                                 | 32                                 |
| 21 octobre 2020                    | 2†                                 |                                    | 33                                 | 33                                 |
| 30 octobre 2020                    | 2†                                 |                                    | 34                                 | 34                                 |
| 11 novembre 2020                   | 2†                                 |                                    | 35                                 | 35                                 |
| 25 novembre 2020                   | 2†                                 |                                    | 38                                 | 38                                 |
| 30 novembre 2020                   | 2†                                 |                                    | 42                                 | 42                                 |
| 4 décembre 2020                    | 2†                                 |                                    | 44                                 | 44                                 |
| 6 décembre 2020                    | 2†                                 |                                    | 46                                 | 46                                 |
| 29 décembre 2020                   | 2†                                 |                                    | 49                                 | 49                                 |
| 6 janvier 2021                     | 2†                                 |                                    | 53                                 | 53                                 |
| 15 janvier 2021                    | 2†                                 |                                    | 53                                 | 53                                 |
| 17 janvier 2021                    | 2†                                 |                                    | 55                                 | 55                                 |
| 23 janvier 2021                    | 2†                                 |                                    | 55                                 | 55                                 |
| 3 février 2021                     | 2†                                 |                                    | 56                                 | 56                                 |
| 10 février 2021                    | 2†                                 |                                    | 56                                 | 56                                 |
| 24 février 2021                    | 2†                                 |                                    | 57                                 | 57                                 |
| 1er mars 2021                      | 2†                                 |                                    | 59                                 | 59                                 |
| 3 mars 2021                        | 2†                                 |                                    | 63                                 | 63                                 |
| 8 mars 2021                        | 2†                                 |                                    | 66                                 | 66                                 |
| 17 mars 2021                       | 2†                                 |                                    | 66                                 | 66                                 |
| 19 mars 2021                       | 2†                                 |                                    | 67                                 | 67                                 |
| 9 avril 2021                       | 2†                                 |                                    | 68                                 | 68                                 |
| 17 avril 2021                      | 2†                                 |                                    | 72                                 | 72                                 |
| 18 avril 2021                      | 2†                                 |                                    | 73                                 | 73                                 |
| 19 avril 2021                      | 2†                                 |                                    | 74                                 | 74                                 |
| 20 avril 2021                      | 2†                                 |                                    | 77                                 | 77                                 |
| 21 avril 2021                      | 2†                                 |                                    | 78                                 | 78                                 |
| 22 avril 2021                      | 2†                                 |                                    | 80                                 | 80                                 |
| 24 avril 2021                      | 2†                                 |                                    | 87                                 | 87                                 |
| 25 avril 2021                      | 2†                                 |                                    | 91                                 | 91                                 |
| 26 avril 2021                      | 2†                                 |                                    | 103                                | 103                                |
| 27 avril 2021                      | 2†                                 |                                    | 109                                | 109                                |
| 28 avril 2021                      | 2†                                 |                                    | 111                                | 111                                |
| 29 avril 2021                      | 2†                                 |                                    | 116                                | 116                                |
| 30 avril 2021                      | 2†                                 |                                    | 117                                | 117                                |
| 1er mai 2021                       | 2†                                 |                                    | 119                                | 119                                |
| 3 mai 2021                         | 2†                                 |                                    | 121                                | 121                                |
| 4 mai 2021                         | 2†                                 |                                    | 121                                | 121                                |
| 5 mai 2021                         | 3†                                 |                                    | 125                                | 125                                |
| 6 mai 2021                         | 3†                                 |                                    | 129                                | 129                                |
| 7 mai 2021                         | 3†                                 |                                    | 136                                | 136                                |
| 8 mai 2021                         | 3†                                 |                                    | 136                                | 136                                |
| 9 mai 2021                         | 3†                                 |                                    | 139                                | 139                                |
| 10 mai 2021                        | 3†                                 |                                    | 140                                | 140                                |
| 11 mai 2021                        | 3†                                 |                                    | 152                                | 152                                |
| 12 mai 2021                        | 3†                                 |                                    | 156                                | 156                                |
| 13 mai 2021                        | 4†                                 |                                    | 165                                | 165                                |
| 14 mai 2021                        | 4†                                 |                                    | 166                                | 166                                |
| 15 mai 2021                        | 4†                                 |                                    | 168                                | 168                                |
| 20 mai 2021                        | 4†                                 |                                    | 190                                | 190                                |
| 25 mai 2021                        | 4†                                 |                                    | 259                                | 259                                |
| 30 mai 2021                        | 4†                                 |                                    | 401                                | 401                                |
| 10 juin 2021                       | 4†                                 |                                    | 916                                | 916                                |
| 15 juin 2021                       | 5†                                 |                                    | 1 322                              | 1 322                              |
| 17 juin 2021                       | 6†                                 |                                    | 1 553                              | 1 553                              |
| 20 juin 2021                       | 7†                                 |                                    | 1 964                              | 1 964                              |
| 22 juin 2021                       | 9†                                 |                                    | 2 270                              | 2 270                              |
| 23 juin 2021                       | 13†                                |                                    | 2 549                              | 2 549                              |
| 25 juin 2021                       | 14†                                |                                    | 3 063                              | 3 063                              |
| 26 juin 2021                       | 17†                                |                                    | 3 329                              | 3 329                              |
| 27 juin 2021                       | 17†                                |                                    | 3 832                              | 3 832                              |
| 28 juin 2021                       | 21†                                |                                    | 4 144                              | 4 144                              |
| 30 juin 2021                       | 24†                                |                                    | 4 849                              | 4 849                              |
| 1er juillet 2021                   | 25†                                |                                    | 5 253                              | 5 253                              |
| 2 juillet 2021                     | 27†                                |                                    | 5 639                              | 5 639                              |

Le 19 mars le ministre de la Santé, le docteur Ifereimi Waqainabete, annonce le premier cas confirmé de patient atteint du virus Covid-19. Il s'agit d'un citoyen fidjien, steward sur un vol international, revenu de l'étranger. Contaminé à l'étranger, il est hospitalisé à Lautoka « dans un état stable ». Sa famille proche est confinée. Le gouvernement annonce qu'à compter du lendemain, le pays sera fermé à toute personne ayant été aux États-Unis ou dans tout pays européen durant les quatorze jours précédant leur venue. Et tout autre nouvel arrivant sera confiné durant quatorze jours. Dans le même temps, le gouvernement ordonne la fermeture jusqu'à nouvel ordre des écoles et des commerces (autres que les magasins alimentaires, les banques et les pharmacies) à Lautoka et dans les villages aux environs,. La ville et ses environs sont placés en quarantaine, et des postes de contrôle policiers sont mis en place. La compagnie aérienne Fiji Airways annonce qu'après quelques derniers vols jusqu'au 23 mars, elle réduira de 95 % ses vols internationaux, ne maintenant qu'une liaison deux fois par semaine entre Nadi et Singapour.
À travers tout le pays, le gouvernement interdit les rassemblements de plus de vingt personnes. Cette mesure entraîne notamment l'annulation de tout match de rugby.
Le 21 mars, le ministère de la Santé annonce une seconde patiente confirmée, une femme de 47 ans à Nadi, la mère du steward hospitalisé, déjà confinée. Il s'agit du premier cas de contamination interne au pays. Elle est hospitalisée « dans un état stable »,. Le 23 mars, le neveu du premier patient, âgé de 14 mois, est testé positif au virus, et hospitalisé lui aussi « dans un état stable ». Le 24 mars, un Fidjien de 28 ans, récemment revenu d'Australie et sans lien de parenté avec les trois premiers patients, est testé positif au virus et hospitalisé. Ne présentant pas de symptômes au moment de son entrée dans le pays, il avait respecté l'obligation de confinement à domicile à son arrivée, et avait développé les symptômes du virus durant son confinement. Un cinquième cas est recensé le 26 mars : Une femme de 37 ans à Lautoka qui avait assisté à un cours de zumba avec le stewart porteur du virus. Le même jour, le gouvernement annonce l'interdiction des déplacements entre les îles du pays à compter du 29 mars, pour endiguer la propagation du virus à l'intérieur du pays.
À compter du 30 mars un couvre-feu est en vigueur de 22 h à 5 h, le Premier ministre reprochant à ses concitoyens de ne pas prendre suffisamment au sérieux la nécessité de restreindre leurs déplacements. Dans le même temps, le Parlement adopte un budget pour venir en aide aux travailleurs, aux entreprises et aux familles dont les revenus sont affectés par la pandémie, et pour fournir de nouveaux équipements aux médecins et aux infirmiers. Plus de trente cliniques spécialisées à travers le pays prennent en charge les personnes qui présentent des symptômes ; début avril, 346 tests y avaient été réalisés. Dans le même temps, les députés, dont les ministres, s'appliquent une réduction de salaire mensuel de 20 %, compte tenu de l'impact de la maladie sur l'économie du pays.

## Développements en avril
Le 2 avril deux nouveaux malades sont recensés, un couple de coiffeurs âgés de 21 et 33 ans, à Suva, la capitale. Ils auraient été contaminés par un proche revenu d'une visite en Inde. Les autorités craignent que le couple ait pu transmettre le virus à bien d'autres personnes, et place la ville de Suva sous quarantaine. Toute entrée ou sortie de la capitale est interdite, les habitants ont ordre de rester chez eux en confinement, et les commerces de Suva sont fermés - à l'exception des supermarchés, des banques et des pharmacies. Le couvre-feu est avancé à 20 h pour tout le pays.
Cinq malades supplémentaires sont identifiés et hospitalisés le 4 avril, dont trois sont des proches du couple de coiffeurs à Suva, y compris une enfant âgée de 11 ans. Dans le même temps, les autorités révèlent que la police a placé en détention 123 personnes durant le soir et la nuit du 3 au 4 avril en raison de leur non-respect du couvre-feu, portant à près de 350 le nombre de personnes arrêtées depuis l'instauration du strict confinement nocturne. Le 6 avril, deux nouvelles patientes sont identifiées. L'une est la sœur du premier patient, et la mère du bébé neveu de celui-ci. Déjà en isolement, elle était restée auprès de son enfant malade et avait continué de l'allaiter. L'autre est l'épouse d'un patient déjà recensé. Un quinzième patient est révélé le lendemain : l'époux de la cinquième patiente.
Le 8 avril, les Fidji sont frappées par le cyclone Harold, de catégorie 4 sur l'échelle de Saffir-Simpson, détruisant des bâtiments et provoquant d'importantes inondations notamment sur la côte ouest de l'île de Viti Levu, ainsi que dans l'archipel Lomaiviti et dans les îles Lau. Les villes de Suva, Tavua, Ba et Lautoka subissent toutes des inondations ; à Nausori ainsi que sur l'île de Kadavu et les petites îles environnantes des maisons sont détruites par le vent. À travers le pays, quelque 2 000 personnes sont rassemblées dans des refuges, où les autorités s'assurent que la distanciation sociale continue d'être respectée dans le cadre de la lutte contre la propagation du virus. Le gouvernement demande aux Fidjiens de bouillir leur eau avant de la boire, pour éviter la propagation d'autres maladies du fait des inondations.
Le 10 avril une fille âge de 9 ans, petite-fille de l'homme revenu d'Inde, est testée positive. Asymptomatique, elle est maintenue dans l'isolement dans lequel elle était déjà, mais son état de santé n'est pas préoccupant. Le 16 avril un homme de 21 ans, également un proche de l'homme ayant visité l'Inde, est testé positif lui aussi. Il est lui aussi un porteur sain du virus, identifié car le gouvernement teste toutes les personnes ayant été en contact avec les patients déjà recensés. Le 20 avril, un 18e cas est révélé. Il s'agit d'une femme de 51 ans à Ba, revenue des États-Unis un mois plus tôt. Elle avait passé deux semaines en confinement à domicile à son arrivée aux Fidji, les symptômes n'apparaissant toutefois que plus tard. Lorsque les résultats du test confirment qu'elle a été contaminée, la patiente est déjà quasiment rétablie. Les autorités entament une procédure de tests pour la totalité de la province de Ba.
À partir du 20 avril, les autorités commencent à annoncer que des malades sont guéris. Au 24 avril, dix des dix-huit personnes recensées comme contaminées ne sont plus porteuses du virus. En conséquence, les restrictions liées à l'endiguement de la pandémie sont partiellement levées. À compter du 25 avril, le couvre-feu ne s'applique que de 22 h à 5 h. À compter du 26 avril, les déplacements entre les îles du pays sont autorisés. À compter du 27, les rassemblements allant jusqu'à vingt personnes sont autorisés, à condition que chaque personne demeure à au moins deux mètres d'écart de chaque autre. Les écoles, les lieux de culte, les cinémas, les piscines publiques, les gymnases et les boîtes de nuit demeurent toutefois fermés.

## Développements en mai
Un onzième patient est déclaré guéri le 27 avril, alors que le pays n'a pas connu de nouveaux cas de contamination depuis une semaine. Les sept patients restants sont tous dans un état stable. Au 1er mai, un douzième patient est guéri et ne présente plus de trace du virus.
Dans le même temps, toutefois, trois cas de leptospirose sont recensés à la suite des inondations provoqués par le cyclone. Le ministère de la Santé lance une grande campagne d'information et de prévention pour empêcher un développement de la leptospirose, de la typhoïde, de la dengue et de diarrhées qui pourraient toutes résulter de contaminations de personnes via l'eau sale.
Au 2 mai, à la suite de deux nouvelles guérisons, il reste quatre personnes atteintes par le Covid-19 : le jeune homme de Nasinu qui avait été contaminé en Australie avant son retour aux Fidji, la coiffeuse de Suva et son enfant, et la dernière patiente identifiée : la femme de 51 ans contaminée aux États-Unis. Au 4 mai, le pays compte toutefois plus de 700 cas de dengue, dus aux moustiques porteurs de la maladie et qui s'assemblent là où les fortes pluies et les inondations ont laissé de l'eau stagnante.
Le 16 mai, une quinzième personne est guérie, et aucun nouveau cas de contamination n'a été détecté depuis près d'un mois. Le gouvernement maintient toutefois les restrictions en vigueur -couvre-feu nocturne, interdiction des rassemblements de plus de vingt personnes, fermeture des écoles, des lieux de culte et des établissements récréatifs, interdiction des sports de contact- afin d'empêcher une « seconde vague » de la maladie.

## Développements en juin
Le 5 juin, le gouvernement annonce que les trois derniers patients, tous asymptomatiques mais restés sous observation encore la veille, ne présentent plus de trace du virus,,. Le ministre de la Santé, le docteur Ifereimi Waqainabete, insiste néanmoins sur la nécessité que la population continue de respecter la distanciation sociale et de se laver les mains très régulièrement au savon. 

## Développements en juillet: décès d'un patient rapatrié
Le 5 juillet, un citoyen fidjien de 66 ans rapatrié d'Inde la veille est identifié comme étant contaminé. Déjà en quarantaine depuis son arrivée à l'aéroport, il est transféré à l'hôpital de Nadi où il est placé à l'isolement. Le 7 juillet, deux autres passagers de ce même vol -un homme de 37 ans, fils de l'homme de 66 ans, et une femme de 36 ans- sont également identifiés comme ayant contracté le virus. Le 10 juillet, cinq autres passagers de ce même vol sont identifiés comme étant infectés. Le 20 juillet, une femme de 50 ans, également passagère de ce vol en provenance d'Inde, est identifiée comme étant contaminée, ce qui porte à neuf le nombre de cas actifs dans le pays - tous issus de ce rapatriement.
Le 31 juillet, le pays connaît son premier mort du Covid-19 : Il s'agit de l'homme âgé de 66 ans rapatrié d'Inde où il avait contracté la maladie. Il meurt à l'hôpital de Lautoka où il était soigné en isolement. Les huit autres patients demeurent isolés, et le virus ne circule pas à l'intérieur du pays.

## Développements en août
Le 12 août, le ministère de la Santé déclare que deux des huit patients sont guéris. Le lendemain, un nouveau cas est identifié : un citoyen fidjien de 61 ans, contaminé à Sacramento aux États-Unis avant son retour aux Fidji le 6 août. Ses symptômes sont apparus durant sa période d'isolement obligatoire dans les locaux prévus par le gouvernement à Nadi après son arrivée. Il est alors hospitalisé dans cette même ville, « dans un état stable ».
Le 22 août, les autorités annoncent que seuls quatre cas actifs demeurent, de patients maintenus à l'isolement ; les autres passagers qui avaient été contaminés ne présentent plus de trace du virus. Le 24 août, le patient âgé de 61 ans contaminé aux États-Unis meurt à l'hôpital à Lautoka.

## Développements en septembre
Le 1er septembre, une infirmière âgée de 25 ans traitant les patients en quarantaine est reconnue comme ayant été contaminée durant son travail. Le 2 septembre, les autorités annoncent que l'une des personnes contaminées ne présente plus de trace du virus, ce qui abaisse à trois le nombre de cas actifs.
Le 27 août un nouveau vol a rapatrié 83 personnes depuis l'Inde. Deux des passagers, un homme de 55 ans et un homme de 22 ans, tous deux asymptomatiques, sont identifiés le 4 septembre, durant leur période de quarantaine, comme étant porteurs du virus. Le 8 septembre une autre passagère de ce vol, une femme de 67 ans, est confirmée comme ayant le virus.
Le 16 septembre, deux des patients sont déclarés guéris, et il subsiste quatre cas actifs. Le 18 septembre, l'une de ces quatre personnes est également guérie. Le 22 septembre, il n'y a plus que deux cas actifs. 

## Développements en octobre
Le 10 octobre, jour de célébration des 50 ans de l'indépendance du pays, le Premier ministre informe la population que l'infirmière contaminée fin août est guérie et est rentrée chez elle.
Le 14 octobre, la dernière personne en quarantaine est autorisée à rentrer chez elle, ne présentant plus aucune trace du virus. Le Covid-19 a alors entièrement disparu des Fidji.
Le 21 octobre toutefois, une autre personne rapatriée d'Inde et maintenue en quarantaine est identifiée comme ayant le virus. Le 30 octobre, un Fidjien de 57 ans, rapatrié du Kenya six jours plus tôt et asymptomatique, est identifié durant sa quarantaine comme étant atteint par le virus.

## Développements en novembre
Le 11 novembre, les autorités révèlent qu'un homme de 53 ans rapatrié quelques jours plus tôt des États-Unis est positif au Covid-19. Il demeure en quarantaine et est désormais le seul cas actif aux Fidji. Le 25 novembre, trois personnes rapatriées de Nouvelle-Zélande dix jours plus tôt se révèlent être contaminées, tandis que le patient identifié le 11 novembre est déclaré guéri et rentre chez lui,. Le 30 novembre, les autorités révèlent quatre nouveaux cas, des citoyens revenus de l'étranger -deux du Kenya, un du Mali et un de France- sur un même vol final depuis la Nouvelle-Zélande le 26 novembre. Il y a dès lors sept cas actifs dans le pays, tous isolés.
Dans le même temps, l'équipe des Fidji de rugby à XV, qui se trouve en France pour la Coupe d'automne des nations, est atteinte par le virus. Vingt-neuf Fidjiens sont positifs au virus, et en conséquence, leurs trois matches de poule -contre la France, l'Italie puis l'Écosse- sont annulés tour à tour,. Les Fidjiens, défaits sur tapis vert en poule, ne jouent finalement que le match de classement pour l'avant-dernière place du tournoi, qu'ils remportent 38-24 face à l'équipe de Géorgie.

## Développements en décembre
Le 4 décembre, deux femmes de nationalité fidjienne, âgées de 75 et 57 ans et rapatriées aux Fidji le 19 novembre depuis la Nouvelle-Zélande, sont identifiées comme étant contaminées. Les autorités indiquent qu'elles l'ont probablement été à bord de l'avion, étant assises près d'une personne atteinte du virus.
Le 6 décembre, deux membres d'équipage d'un navire cargo arrivé aux Fidji le 2 décembre en provenance de Nouvelle-Zélande se révèlent avoir des traces du virus. Les tests avant leur départ de Nouvelle-Zélande avaient été négatifs. L'équipage n'avait pas quitté le navire aux Fidji, respectant les règles de quarantaine. Le 29 décembre, trois trentenaires (deux femmes et un homme) nouvellement arrivés aux Fidji et toujours en quarantaine se révèlent atteints par le virus, bien qu'asymptomatiques : deux arrivent d'Inde, et une du Royaume-Uni via Hong Kong. Ils sont les trois seuls cas actifs, les patients précédents étant guéris,.

## Développements en janvier 2021
Le 6 janvier, les autorités annoncent quatre nouveaux cas. Âgées de 25 à 55 ans, ce sont quatre personnes arrivées aux Fidji fin décembre sur trois vols différents : un en provenance du Royaume-Uni, deux d'Inde et un du Mali. Tous les quatre se sont révélés positifs au virus durant leur période de quarantaine. Deux patients précédents étant désormais guéris, le nombre de cas actifs se monte à cinq. Au 15 janvier, l'un des cinq patients en quarantaine est guéri.
Le 17 janvier, deux nouveaux cas sont annoncés. Il s'agit de deux femmes, âgées de 49 et 58 ans, arrivées de Nouvelle-Zélande.
Le 23 janvier, les derniers patients sont déclarés guéris, et le virus n'est donc à nouveau plus présent aux Fidji.

## Développements en février 2021
Le 3 février, un homme de 48 ans rapatrié d'Inde le 27 janvier et maintenu en quarantaine se révèle atteint par le virus. Il est déclaré guéri le 10 février, mais maintenu à l'isolement jusqu'à la fin des deux semaines obligatoires de quarantaine.
Le 24 février, un homme de 30 ans arrivé des Philippines le 18 février se révèle faiblement positif. Asymptomatique, il est considéré comme un probable cas historique ayant conservé des traces bénignes d'un infection antérieure, plutôt que comme un cas actif. Néanmoins, par précaution, il est transféré du centre de quarantaine à Nadi vers l'hôpital à Lautoka, où il est maintenu à l'isolement, et est considéré officiellement comme le 57e cas positif.

## Développements en mars 2021
Le 1er mars, deux nouveaux cas sont annoncés parmi les personnes en quarantaine : un homme de 22 ans arrivé d'Afrique du Sud, asymptomatique, et une femme de 66 ans arrivée des États-Unis, portant des traces du virus mais qui pourrait être un cas historique non-contagieux plutôt qu'un cas actif. Elle est néanmoins considérée comme cas actif, par précaution.
Le 3 mars, quatre nouveaux cas importés sont identifiés, tous en quarantaine. Deux sont des personnes arrivées d'Inde le 24 février et deux, dont un garçon de 12 ans, sont arrivés des États-Unis le 25 février. Le 8 mars, trois cas supplémentaires sont identifiés parmi les immigrés en quarantaine. Deux sont des femmes arrivées des États-Unis le 1er mars, asymptomatiques et dont l'une est considérée comme un probable cas historique non-infectieux. Le troisième est un homme arrivé de Papouasie-Nouvelle-Guinée le 6 mars, et considéré également comme un probable cas historique non-infectieux. Tous trois sont néanmoins transférés à l'hôpital de Lautoka, où ils demeurent isolés. Dans le même temps, trois des précédentes personnes atteintes sont déclarées guéries, portant à 57 le nombre de guéris et à 7 le nombre de cas actifs.
Le 10 mars, le gouvernement commence une campagne de vaccination de la population.
Au 17 mars, il n'y a plus qu'une personne contaminée. Le 19 mars, un homme de 55 ans arrivé de Papouasie-Nouvelle-Guinée une semaine plus tôt se révèle durant sa période de quarantaine avoir le virus. Le dernier patient précédent étant désormais guéri, ce nouveau patient est le seul cas actif.

## Développements en avril 2021: premiers cas hors-quarantaine depuis douze mois
Début avril, le contre-amiral Viliame Naupoto, chef d'état-major des forces armées, révèle que 110 des 476 soldats fidjiens déployés à l'étranger dans le cadre de missions de maintien de la paix des Nations unies ont contracté la maladie. Quatre-vingt-dix se trouvent en Irak, et les vingt autres dans le Sinaï. Aux Fidji même, une femme de 56 ans arrivée des États-Unis se révèle le 9 avril être porteuse du virus, durant sa quarantaine.
Le 17 avril, alors que l'un des deux patients restants est guéri, quatre nouveaux cas sont identifiés parmi les personnes en quarantaine : une femme de 38 ans et un garçon de 15 ans arrivés des Philippines, ainsi qu'un homme de 69 ans et un homme de 38 ans arrivés d'Inde. Le 18 avril, un soldat des centres de quarantaine frontaliers est révélé avoir été contaminé durant son travail. Il avait reçu une première dose de vaccin, réduisant ainsi le risque de conséquences graves sur sa santé. Les personnes avec qui il avait été en contact sont placées en quarantaine.
Le 19 avril, une femme de ménage de 53 ans résidant à Nadi ayant été en contact avec le soldat infecté se révèle être infectée également. Elle avait eu des symptômes de la maladie dès le 15 avril, mais n'en avait informé personne et avait continué à se déplacer à travers Nadi et Lautoka, y compris par bus. Les autorités précisent que la femme et le soldat se sont croisés en raison d'un non-respect des règles sanitaires dans l'établissement. Pour la première fois depuis avril 2020, le virus était donc présent en-dehors des zones de quarantaine. Le gouvernement met alors en place un périmètre de quarantaine autour des villes de Nadi et Lautoka, un couvre-feu de 23 h à 4 h, ainsi qu'une fermeture de deux semaines des restaurants et des autres commerces jugés à risque, tels que les gymnases et les cinémas. Pour l'ensemble du pays, le gouvernement ordonne une fermeture des écoles pour trois semaines,.
Le 20 avril, la fille de la femme de ménage est identifiée comme étant atteinte par le virus. Dans le même temps, deux soldats fidjiens de retour d'opérations de maintien de la paix et en quarantaine préventive s'avèrent porteurs du virus, portant le nombre de cas dans le pays à 77, dont dix cas actifs. Le 21 avril, une femme de 40 ans ayant croisé la femme de ménage à Lautoka avant de rentrer chez elle dans les environs de Suva se révèle avoir contracté la maladie. Le 22, les deux enfants de cette femme, une fille de 14 ans et un garçon de 7 mois, sont confirmés comme étant eux aussi atteints. Le pays ferme ses frontières pour deux semaines, et interdit pour cette même durée tout déplacement entre l'île de Viti Levu (où se trouvent les personnes contaminées) et des autres îles fidjiennes. Le 24 avril, une autre adolescente est identifiée comme étant contaminée par ce virus échappé dans la communauté dans le centre de quarantaine. Avec dans le même temps de nouveaux cas venus de l'étranger et maintenus en quarantaine, le nombre de cas se porte à 87, dont vingt actifs.
Le 25 avril, quatre nouvelles personnes ayant été en contact avec la femme de ménage (désignée « cas 74 ») s'avèrent contaminées. Le 26 avril, douze nouveaux cas sont identifiés : L'un est un soldat ayant partagé une chambre avec le soldat « cas 73 » ; quatre sont des proches de la femme de ménage « cas 74 », et les sept autres ont été infectés par une femme de 29 ans identifiée la veille. Le nombre de cas atteint ainsi 103. Le 27 avril il y a six nouveaux cas : deux parmi les proches d'une personne récemment contaminée dans la communauté, les quatre autres étant des soldats revenus de l'étranger. 
Dans le même temps, les autorités sanitaires précisent que le soldat « cas 73 » avait été infecté en touchant les bagages de patients arrivés d'Inde, et qu'il s'agit du variant « indien » B.1.617 du virus. C'est donc ce variant qui s'est ensuite échappé du centre de quarantaine,. 
Le 28 avril, deux nouveaux cas sont identifiés, des personnes ayant été contaminées par le variant indien circulant sur l'île de Viti Levu, dont un homme de 53 ans présentant des signes cliniques inquiétants. Ceci porte le total à cent-onze, dont quarante-quatre cas actifs. Le 29 avril, il y a cinq nouveaux cas : quatre dans la communauté, et un jeune citoyen tongien arrivé du Guyana et transitant par les Fidji pour rentrer aux Tonga,. 
Le 30 avril, alors qu'un cas supplémentaire est identifié, le gouvernement instaure un confinement sur l'île de Viti Levu, chacun devant rester chez soi du vendredi 30 avril au soir jusqu'au matin du lundi 3 mai. Un numéro de téléphone permet d'appeler les autorités pour se faire livrer des denrées alimentaires en cas de besoin, tous les commerces étant fermés.

## Développements en mai 2021: premiers décès de personnes contaminées aux Fidji
Le 1er mai, deux filles âgées de 5 et 15 ans sont identifiées comme atteintes par le virus. Dans le même temps, trois patients sont déclarés guéris. Il y a donc 119 cas, dont 49 cas actifs. Le 3 mai il y a deux nouveaux cas, deux médecins de l'hôpital de Lautoka mais qui ne soignaient pas de patients atteints de la Covid. Le 4 mai, il n'y a pas de nouveau cas, et sept guérisons sont annoncées, ramenant le nombre de cas actifs à 44 sur 121, avec 75 patients guéris et toujours deux morts. Le 5 mai, il y a quatre nouveaux cas : deux soldats en quarantaine revenus de l'étranger, ainsi qu'un homme de 53 ans et une femme de 27 ans contaminés dans la communauté. Il s'avère que l'un des médecins identifiés le 3 mai comme ayant le virus a été contaminé par le patient de 53 ans, hospitalisé initialement pour une raison médicale non liée à la Covid. Dans le même temps, neuf patients sont guéris ; il y a donc 39 cas actifs sur 125, et 84 patients guéris.
Le soir du 5 mai, le patient âgé de 53 ans (le patient « no 125 ») meurt quelques heures après avoir été transféré en soins intensifs. Il est le troisième patient à décéder de la Covid-19 aux Fidji, mais le premier à mourir après avoir contracté le virus au pays, les deux morts précédents ayant été contaminés à l'étranger. Le 6 mai, il y a quatre nouveaux cas : un arrivé de l'étranger et trois dans la communauté, dont une jeune infirmière de l'hôpital de Lautoka. Les autorités sanitaires révèlent que l'homme décédé la veille avait refusé jusqu'à très tardivement un test de dépistage de la maladie, d'où la contamination de deux médecins et d'une infirmière. L'hôpital de Lautoka étant devenu un potentiel site de contagion, tous les patients hospitalisés pour des causes autres que la Covid en sont évacués, et aucun nouveau patient n'y sera admis autrement que pour y être soigné de la Covid. Les quelque 400 personnels de l'hôpital sont en quarantaine. Un site hospitalier provisoire est aménagé à proximité de l'hôpital pour tout autre type de soins,.
Le 7 mai, il y a sept nouveaux cas, tous de personnes ayant été contaminés au sein de la communauté par ramifications du variant indien échappé du centre de quarantaine en avril. Certains des nouveaux patients n'étant pas des cas contacts de patients déjà identifiés, les autorités avertissent la population qu'il y a nécessairement des personnes contagieuses non-identifiées dans la communauté. Au 8 mai, douze patients supplémentaires sont guéris. Le 9 mai il y a trois nouveaux cas, tous dans la communauté, et deux guérisons. Le 10 mai, un nouveau cas et trois nouvelles guérisons. Le 11 mai, douze cas supplémentaires sont recensés tandis que cinq patients sont déclarés guéris. Le 12 mai il y a neuf cas supplémentaires et trois guérisons.
Le 13 mai, le ministère de la Santé annonce le décès d'une patiente, la quatrième personne à succomber de la Covid-19 aux Fidji. Elle n'avait pas de maladie préalable, pas de facteur de comorbidité. Dans le même temps, il y a quatre nouveaux cas,. Au 16 mai, il y a eu sept nouveaux cas et trois guérisons. Au 22 mai, 34 nouveaux cas et trois guérisons. 
Au 31 mai, il y a eu 233 nouveaux cas depuis le 22 mai. Le pays compte alors 267 cas actifs, et 167 guérisons. Des 438 cas qu'ont connus les Fidji, 368 sont apparus en avril ou mai 2021.

## Développements en juin 2021: forte hausse du nombre de cas et de morts
Le 1er juin, trente-cinq nouveaux cas sont identifiés. Parmi eux se trouve un membre du personnel soignant de l'hôpital de Nadi. En conséquence, les autorités ferment l'accès à cet hôpital à tout nouveau patient, les redirigeant vers les hôpitaux à Lautoka et à Sigatoka.
Au 10 juin, il y a eu 446 nouveaux cas depuis le 1er juin, ainsi que vingt-deux guérisons. Il y a donc 656 cas actifs et 256 personnes guéries.
Le 15 juin, le pays connaît un cinquième décès, un patient âgé de 73 ans et souffrant d'une maladie grave en plus de la Covid-19. Il y a par ailleurs 408 nouveaux cas depuis le 10 juin.
Le 17 juin, un sixième patient décède, un homme de 76 ans souffrant d'une « condition médicale préexistante sévère ». Il y a eu 237 nouveaux cas en deux jours.
Le 20 juin, un homme de 77 ans, souffrant d'autres maladies depuis plusieurs mois, meurt de la Covid-19. Il y a eu 431 nouveaux cas en trois jours.
Le 22 juin, il y a deux nouveaux morts : un homme de 42 ans et un homme de 68 ans. Il y a eu 159 nouveaux cas en deux jours, et 145 guérisons.
Le 23 juin, il y a 279 nouveaux cas en une journée, un record, 18 guérisons, et quatre morts supplémentaires : un homme de 57 ans, une femme de 66 ans, un homme de 62 ans et une femme de 77 ans. Il y a alors 1 892 cas actif (sur 2 549), ainsi que 13 morts et 636 personnes guéries.
Le 24 juin, 308 nouveaux cas et 17 guérisons sont recensés. Le même jour, le Premier ministre Frank Bainimarama reçoit sa seconde dose de vaccin, et appelle tous ses compatriotes à se faire vacciner. Il remercie l'Australie, la Nouvelle-Zélande et l'Inde pour les doses de vaccin fournies.
Le 25 juin, les Fidji connaissent leur 14e mort de la Covid-19, un homme de 67 ans, ainsi que 266 nouveaux cas et 61 nouvelles guérisons. Le 26 juin, un autre homme de 67 ans est révélé être décédé de la Covid-19. Le 27 juin, le pays recense deux nouveaux décès : un homme de 50 ans mort à son domicile, et un homme de 62 ans qui s'était présenté à l'hôpital après une semaine de difficultés respiratoires. Le 28 juin, quatre nouveaux morts sont identifiés : une femme de 82 ans atteinte d'autres pathologies avant d'être atteinte par la Covid-19, et morte à son domicile ; un homme de 68 ans, mort à l'hôpital où il s'était présenté souffrant de grandes difficultés respiratoires ; une femme de 39 ans hospitalisée avec de graves symptômes de la Covid-19 ; et un homme de 70 ans, hospitalisé.
Le 30 juin, trois morts supplémentaires portent le total de décès à 24. Il y a 3 896 cas actifs (sur 4 849), et 918 personnes sont guéries. L'échappée du virus d'un centre de quarantaine en avril est responsable de 4 779 cas (soit 98,6 % des cas qu'a connu le pays), et de vingt-deux des vingt-quatre morts. Dans le même temps, 51 % de la population adulte a reçu au moins une première dose de vaccin, et 8,3 % de la population adulte est pleinement vaccinée.

## Développements en juillet 2021
Le 1er juillet, une femme de 72 ans, souffrant de symptômes de la Covid-19 chez elle pendant cinq jours avant de se présenter à l'hôpital, meurt le jour de son hospitalisation. Le 2 juillet, une femme de 66 ans meurt de la Covid-19 dans l'ambulance qui l'emmène à l'hôpital, et une femme de 24 ans souffrant d'une pathologie antérieure meurt de la Covid-19 à l'hôpital. 